# Det jämnar alltid ut sig någonstans
"Det jämnar alltid ut sig någonstans" är en kuplett med text av Karl Gerhard från revyn Köpmännen i Nordens Venedig. Melodin är skriven av Jimmy Kennedy, med originaltitel "The little golden locket". 
Texten kan på ytan verka säga man inte ska bry sig om orättvisor eftersom det alltid finns något annat som kompenserar, men är vid en närmare läsning mycket ironisk. "Av den korv den arme stjäl sig, äter rike man ihjäl sig, så det jämnar alltid ut sig någonstans."
Karl Gerhards egen inspelning av sången med Waldimirs orkester spelades in 1935 och gavs ut på His Masters Voice 1936. Samma år gjorde även Johnny Bode en version. Magnus Uggla sjöng sången på sitt album med Karl Gerhard-låtar, Ett bedårande barn av sin tid från 2006. I modern utgivning återfinns kupletten på CD:n Svenska sångfavoriter: Karl Gerhard från 1995.